# 히카사 요코
히카사 요코(일본어: 日笠 陽子, 1985년 7월 16일 ~ )는 일본의 여자 성우이다. 가나가와현 출신이며 소속사는 아임 엔터프라이즈이다. 애니메이션 여성그룹 RO-KYU-BU!의 멤버이다.

## 내력
- 「미소녀 전사 세일러문」과 「신세기 에반게리온」을 보고, 극과 극의 캐릭터(츠키노 우사기와 카츠라기 미사토)를 연기한 미츠이시 코토노를 동경해 성우가 되는 것을 목표로 하였다.
- 좋아하는 가수나 아티스트는 angela, 시모카와 미쿠니, 카와시마 아이라고 한다.
- 「라지온!」의 기획으로, 자신이 연기하는 캐릭터와 같이 실제로 밴드 활동을 실시 하고 있다. 히카사 자신은 베이스를 담당하고 있지만, 아키야마 미오의 설정에 맞춰서 왼손 모델을 사용(히카사 자신은 오른손잡이이다), 좀 더 보컬도 겸임하게 되었다.
- 같이 케이온!을 연기했던 사토 사토미, 토요사키 아키, 코토부키 미나코 등을 포함해 오리토 마리, 오리베 아스카와 특히 사이가 좋다.
- 신기하게도 히카사가 주연 또는 조연으로 출연하는 작품에는 케이온 멤버중 한명 이상이 반드시 같이 출연하고 있다. (괭이갈매기 울적에, 아수라 크라잉, 성흔의 퀘이사, 츄브라, 학생회 임원들, 언젠가는 대마왕, 이누x보쿠 ss 등)
- 성우 그랑프리 Web에서 2009년 유행어로 히카사 요코의 '데헤페로 （・ω〈）'를 선정했다. 실수했거나 잘못했을 때 그것을 무마하기 위한 용도에서 쓴 개그였으나 여러 Web라디오, 만화책에서 패러디 되었다.
- 나카무라 에리코와 진행하는 모모노키 파이브에서 2010년 유행어로 '너의 머리를 그랜드오픈.'을 밀고있다.
- 같이 라디오를 진행하는 나카무라 에리코에서 '선인장의 탈을 쓴 양'이라는 말을 들었다.방송에서의 이미지와 다르게 긴장을 잘하며 입술색이 잘 바뀐다고 한다.(문화방송 A&G REQUEST 데지스타 中)
- 에반게리온 초호기 옆에 서서 흉내내면서 찍은 사진이 화제가 되기도 했다.
- 2010년 제4회 성우어워드에서 케이온!의 '방과 후 티타임'의 일원으로 가창상을 수상했다.
- 2015년 12월 30일에 맞춰서 결혼 사실을 공표하였음.

## 주요 출연작

### TV 애니메이션
- 굵은 글씨는 메인 캐릭터

2007년
- 스케치북 〜full color's〜（네기시 미나모）

2008년
- 일기당천 Great Guardians（여자아이B）
- 신령수/GHOST HOUND（여자 초등학생B）
- PERSONA -trinity soul-
- 모노크롬 팩터（여학생）

2009년
- 아수라 크라잉（시오이즈미 리츠,아라야시키 코토리）
- 아수라 크라잉2（시오이즈미 리츠,아라야시키 코토리）
- 괭이갈매기 울 적에（사탄）
- 케이온!（아키야마 미오）
- 학생회의 일존（여학생）
- 철완 버디 DECODE:02（무녀）
- 토라도라!（여학생A）
- 노기자카 하루카의 비밀 2기（히나사키 이와이, 카야하라 야요이）
- 바스캇슈!（냐피코, 아이B）
- 화이트 앨범（여자 아나운서）
- 알기 쉬운 현대마법（키사라기 미오(아이돌), 담당언니）

2010년
- 꼬마버스 타요 - 하나, 레이
- 언젠가는 대마왕（핫토리 쥰코）
- 배신자는 내 이름을 알고 있다 (梨那, 여학생, 인형옷)
- 예쁜 외모 선언! (카오쨩, 프랑스어강좌 나레이션)
- 짱구는 못말려 (점원B)
- 성흔의 퀘이사（카츠라기 하나）
- WORKING!! (타카나시 이즈미)
- 학생회 임원들 (아마쿠사 시노）
- 스티치! ~계속 최고의 친구들~ (레이카)
- 츄-브라!!（아마하라 키요노）
- 케이온!! (아키야마 미오)
- 세기말 오컬트 학원 (쿠마시로 마야)
- 하늘의 유실물 포르테 (카자네 히요리)
- 세키레이 ~Pure Engagement~ (야시마)
- 팬티 & 스타킹 with 가터벨트 (여자)
- 몬헌일기 아슬아슬 아이루 마을 (냐스타)
- 꿈빛 파티시엘 (케이티)

2011년
- IS〈인피니트 스트라토스〉 (시노노노 호우키)
- 이것은 좀비입니까? (세라핌(세라))
- 성흔의 퀘이사 II（카츠라기 하나）
- 도그 데이즈 (브리오슈 달키안)
- 누라리횬의 손자 천년마경（쿄오코츠）
- 꽃피는 첫걸음（유소기의 연인）
- 벨제부브（후지사키 아즈사）
- 마유비검첩（오우메、켄쿄우）
- 모시도라 (카와시마 미나미)
- 리오 레인보우게이트! (린다(LINDA-R-2007))
- 로큐브! (나가츠카 사키)

2012년
- 남자 고교생의 일상 (문학소녀)
- 하이스쿨 DxD (리아스 그레모리)
- 이것은 좀비입니까? OF THE DEAD (세라핌(세라))

2013년
- 나는 친구가 적다 NEXT (히다카 히나타)
- 알바 뛰는 마왕님 (유사 에미)
- 전희절창 심포기어G (마리아・카덴챠브나・이브)
- 단간론파: 희망의 학교와 절망의 고교생 (키리기리 쿄코)
- 야마노스스메 (사이토 카에데)

2014년
- 학생회 임원들 * (아마쿠사 시노)
- 사쿠라 트릭 (이이즈카 유즈)
- 건전로봇 다이미다라 (소난 쿄코)
- 노부나가 더 풀 (Jeanne Kaguya d'Arc)
- 노 게임 노 라이프 (스테파니 도라)
- 젝스 이그니션 (마이클)
- 그녀의 플레그가 꺾이면 (에이유자키 린)
- M3〜그 검은 강철〜 (아자키 에미루)
- 정령사의 검무 (Restia Ashdoll)
- 트리니티세븐 7인의 마서사 (야마나 미라)
- 저, 트윈테일이 됩니다. (안코 이스나)
- 소드 아트 온라인 II (엔도우)
- 풍운유신 다이쇼군 (아사이 효고)
- 야마노스스메 세컨드 시즌 (사이토 카에데)

2015년
- 유리쿠마 아라시 (하리시마 카오루)
- 순결의 마리아 (Artemis)
- 하이 스쿨 DxD BorN (그레모리 리아스)
- 도그 데이즈 (Brioche d'Arquien)
- 학교생활! (나오키 미키)

2016년
- NEW GAME! (야가미 코우)
- 플립 플래퍼즈 (사유리)

2017년
- 아이카츠 스타즈! (엘자 포르테)
- NEW GAME!! (야가미 코우)
- 뱅 드림! (우다가와 토모에)

2018년
- 꼬마버스 타요 - 제이
- 하이 스쿨 DXD HERO (리아스 그레모리)
- 소드 아트 온라인 얼터너터브: 건 게일 온라인 (피토휘)
- 진격의 거인 (프리다 레이스)

2019년
- 뱅 드림! 세컨드 시즌 (우다가와 토모에)
- 도메스틱 그녀 (타치바나 히나)
- 그란벨름 (안나 휴고)
- 흔해빠진 직업으로 세계최강 (티오 클라루스)
- 노 건즈 라이프 (올리비아 후안 데 베르메)

2020년
- 뱅 드림! 3rd Season (우다가와 토모에)

### 극장판 애니메이션
- 굵은 글씨는 메인 캐릭터

2017년
- 아오 오니（하타노 미후유）
- 극장판 트리니티 세븐: 유구도서관과 연금술소녀
- 극장판 마법과 고교의 열등생: 별을 부르는 소녀
- 마법 소녀 리리컬 나노하 리플렉션

2018년
- 이별의 아침에 약속의 꽃을 장식하자（티타）
- 극장판 일곱 개의 대죄: 천공의 포로（갈라）
- 마법 소녀 리리컬 나노하 데토네이션

2019년
- 던전에서 만남을 추구하면 안되는 걸까? -오리온의 화살-（프레야）
- 뱅드림! 필름 라이브 (우다가와 토모에)

2020년
- 고블린 슬레이어: 고블린즈 크라운（마녀）

2023년
- 극장판 여성향 게임의 파멸 플래그밖에 없는 악역 영애로 환생해버렸다...（알쿠스）

### OVA
- CLANNAD 〜AFTER STORY〜（학생）
- 동방기투극3（키리사메 마리사）
- FINAL FANTASY VII ADVENT CHILDREN（에지의 주민）

### 라디오
- 라지온! - 토요사키 아키, 코토부키 미나코, 사토 사토미와 공동진행. (인터넷 라디오, 2009년 2월 9일 ~ 2009년 9월 25일)
- 놀람 전대 모모노키파이브 - 나카무라 에리코와 공동진행. (라디오 칸사이, 2009년 4월 9일 ~ )
- A&G REQUEST 데지스타 - 오오가메 아스카와 공동진행.（분카방송 초!A&G+, 2009년 4월 11일 ~ )
- 성흔의 퀘이서 라디오 ~미하이로프 학교 방송부~ - 토요사키 아키와 공동진행. (인터넷 라디오, 2009년 4월 11일 - 2010년 6월 18일)
- 츄브라!! 속옷 동호회 방송실 - 치하라 미노리와 공동진행. (인터넷 라디오, 2010년 3월 - 5월) *전 8화 중 4화 담당
- 맨 뒤의 무한대 라디왕 - 토요사키 아키, 유우키 아오이와 공동진행. (인터넷 라디오, 2010년 4월 1일 ~ 2010년 7월 8일)
- 라지온!! - 토요사키 아키, 코토부키 미나코, 사토 사토미, 타케타츠 아야나와 공동진행. (인터넷 라디오, 2010년 4월 23일 - 2010년 12월 3일) ※2013년 6월 28일~7월12일 3회 추가 방송
- 몬헌라디오 2nd - 코지마 신타로(게임 몬스터 헌터 프로듀서)와 공동진행. (인터넷 라디오, 2010년 7월 4일 ~ )
- RADIO IS - 시모다 아사미와 공동진행. (분카방송 초!A&G+, 2011년 1월 1일 ~ )
- TV애니메이션 모시도라 호도고 방송부~모시도라디오~ - 하나자와 카나와 공동진행. (인터넷 라디오, 2011년 2월 28일 ~ )

### 게임
- 단간론파 희망의 학교와 절망의 고교생 (초고교급 탐정 키리기리 쿄코)
- 그라나도 에스파다 (베로니프)일본판
- 판타시 스타 온라인 2 여성 추가보이스06
- 슈퍼 단간론파 2 잘 있거라 절망학교 (키리기리 쿄코)
- 섬란 카구라 SHINOVI VERSUS ('료비)
- 프린세스 커넥트 - 사쿠라이 노조미
- 소녀전선 - K11, 루이스 경기관총